# Associação de Futebol da Tailândia
A Associação de Futebol da Tailândia (FAT) (em tailandês:  สมาคมกีฬาฟุตบอลแห่งประเทศไทย ในพระบรมราชูปถัมภ์) é o órgão dirigente do futebol, do futsal e do futebol de areia da Tailândia, responsável pela organização dos campeonatos disputados no país, bem como as partidas da seleção nacional. Foi fundada em 25 de abril de 1916 e é filiada à Federação Internacional de Futebol (FIFA) desde 1925 e à Confederação Asiática de Futebol (AFC) desde 1954. A sede fica localizada na capital do país, Bangkok, e Somyot Poompanmoung é o atual presidente da entidade.